# Quercus glaucoides
Quercus glaucoides és una espècie de roure que pertany a la secció dels roures blancs, Quercus secció Quercus, i és endèmic al centre i sud de Mèxic.

## Descripció
Quercus glaucoides és sobretot un arbre de copa alta en el seu hàbitat natural i pot créixer fins a 15-23 m d'altura.
El seu nom científic és sovint mal aplicat al nord-est de Mèxic i centre de Texas pel roure natal Quercus laceyi, que ha causat una gran confusió sobre la veritable identitat d'aquesta espècie i el nom científic correcte per al Quercus laceyi. Encara que està una mica relacionat, no comparteixen la mateixa àrea de distribució natural, amb el Q. glaucoides són endèmiques a Mèxic, mentre que el Q. laceyi és nativa d'ambdós llocs, al nord-est de Mèxic i centre de Texas, i el Q. glaucoides és perennifoli, mentre que el Q. laceyi és caducifoli.

## Sinonímia
- Q. baldoquinae Trel. 1924
- Q. conjungens Trel.1924
- Q. cordata Mart. & Gal. 1843
- Q. edwardsiae C.H.Muller 1942
- Q. glaucophylla Seemen ex Loes. 1900
- Q. harmsiana Trel.1924
- Q. microlepis Trel. 1936
- Q. porphyrogenita Trel. 1924